# FK Riteriai
Futbolo Klubas Riteriai, FK Riteriai – litewski klub piłkarski z siedzibą w Wilnie.

## Historia
Chronologia nazw:
- od 2005: FK Trakai
- od 2019: FK Riteriai[1]

Klub został założony w 2005 roku jako FK Trakai. Głównym zadaniem klubu było stworzenie jak najlepszych warunków dla dzieci, młodzieży i społeczeństwa dla wypoczynku i zajęcia sportem oraz dla rozwoju i promocji piłki nożnej na Litwie. W 2006 zespół debiutował w grupie Wilno trzeciej ligi, od 2008 w niedzielnej trzeciej lidze. W 2010 roku startował w drugiej lidze, w której zajął 4. miejsce i awansował do pierwszej ligi. W sezonie 2013 uplasował się na 3. miejscu i po raz pierwszy zdobył awans do najwyższej ligi Mistrzostw Litwy.

## Bilans ligowy od sezonu 2015

### FK Trakai (2010–2018)
| Sezon | Div. | Liga                | Pozycja | @      | Uwagi |
| ----- | ---- | ------------------- | ------- | ------ | ----- |
| 2010  | 3.   | Antra lyga (Pietūs) | 4.      | [ 3 ]  | Awans |
| 2011  | 2.   | Pirma lyga          | 4.      | [ 4 ]  |       |
| 2012  | 2.   | Pirma lyga          | 4.      | [ 5 ]  |       |
| 2013  | 2.   | Pirma lyga          | 3.      | [ 6 ]  | Awans |
| 2014  | 1.   | A lyga              | 4.      | [ 7 ]  |       |
| 2015  | 1.   | A lyga              | 2.      | [ 8 ]  |       |
| 2016  | 1.   | A lyga              | 2.      | [ 9 ]  |       |
| 2017  | 1.   | A lyga              | 3.      | [ 10 ] |       |
| 2018  | 1.   | A lyga              | 3.      | [ 11 ] |       |

### FK Riteriai (2019–2024)
| Sezon | Div. | Liga       | Pozycja | @      | Uwagi  |
| ----- | ---- | ---------- | ------- | ------ | ------ |
| 2019  | 1.   | A lyga     | 3.      | [ 12 ] |        |
| 2020  | 1.   | A lyga     | 6.      | [ 13 ] |        |
| 2021  | 1.   | A lyga     | 6.      | [ 14 ] |        |
| 2022  | 1.   | A lyga     | 5.      | [ 15 ] |        |
| 2023  | 1.   | A lyga     | 10.     | [ 16 ] | Spadek |
| 2024  | 2.   | Pirma lyga | 1.      | [ 17 ] | Awans  |

## Sukcesy
| \| \| Zdobyte trofea w rozgrywkach Litwy (stan na: 17-01-2019) \| |                                                          |      |                  |
| Rozgrywki                                                         | Osiągnięcie                                              | Razy | Sezon(y)         |
| Mistrzostwo                                                       | I miejsce                                                | 0    |                  |
| Mistrzostwo                                                       | II miejsce                                               | 2    | 2015, 2016       |
| Mistrzostwo                                                       | III miejsce                                              | 3    | 2017, 2018, 2019 |
| Puchar                                                            | zdobywca                                                 | 0    |                  |
| Puchar                                                            | finalista                                                | 1    | 2015             |
| Puchar                                                            | półfinalista                                             | 1    | 2014             |
| II liga                                                           | I miejsce                                                | 0    |                  |
| II liga                                                           | II miejsce                                               | 0    |                  |
| II liga                                                           | III miejsce                                              | 1    | 2013             |
| Litwa                                                             | Zdobyte trofea w rozgrywkach Litwy (stan na: 17-01-2019) |      |                  |

## Stadion
Klub rozgrywa swoje mecze domowe na stadionie LFF w mieście Wilno, który może pomieścić 5400 widzów. Własny Nowy stadion w Trokach może pomieścić 2000 widzów, ale nie odpowiada wymogom A lygi.

## Europejskie puchary
Legenda do wszystkich tabel:
- Q – runda eliminacyjna, 1/16, 1/8, 1/4, 1/2 – odpowiednia faza rozgrywek, Grupa – runda grupowa, 1r gr – pierwsza runda grupowa, 2r gr – druga runda grupowa, F – finał, R – runda, PO – play-off
- k. – rzuty karne, los. – losowanie, Dogr. – dogrywka, w. – zasada bramek strzelonych na wyjeździe

| Sezon   | Rozgrywki   | Runda | Klub             | Dom            | Wyjazd         | Ogólnie        |
| ------- | ----------- | ----- | ---------------- | -------------- | -------------- | -------------- |
| 2015/16 | Liga Europy | 1Q    | HB Tórshavn      | 3–0            | 4–1            | 7–1            |
| 2015/16 | Liga Europy | 2Q    | Apollon Limassol | 0–0            | 0–4            | 0–4            |
| 2016/17 | Liga Europy | 1Q    | Nõmme Kalju      | 2–1            | 1–4            | 3–5            |
| 2017/18 | Liga Europy | 1Q    | St. Johnstone    | 1–0            | 2–1            | 3–1            |
| 2017/18 | Liga Europy | 2Q    | IFK Norrköping   | 2–1            | 1–2            | 3–3, k: 5–3    |
| 2017/18 | Liga Europy | 3Q    | Shkëndija Tetowo | 2–1            | 0–3            | 2–4            |
| 2018/19 | Liga Europy | PQ    | Cefn Druids      | 1–0            | 1–1            | 2–1            |
| 2018/19 | Liga Europy | 1Q    | Irtysz Pawłodar  | 0–0            | 1–0            | 1–0            |
| 2018/19 | Liga Europy | 2Q    | Partizan         | 1–1            | 0–1            | 1–2            |
| 2019/20 | Liga Europy | 1Q    | KÍ Klaksvík      | 1–1            | 0–0            | 1–1, w.        |
| 2020/21 | Liga Europy | 1Q    | Derry City       | 3–2 (D), Dogr. | 3–2 (D), Dogr. | 3–2 (D), Dogr. |
| 2020/21 | Liga Europy | 2Q    | Slovan Liberec   | 1–5 (D)        | 1–5 (D)        | 1–5 (D)        |

## Skład w sezonie 2025
Stan na 4 sierpnia 2025
| Nr | Poz. | Piłkarz              |
| -- | ---- | -------------------- |
| 2  | OB   | Nojus Stankevičius   |
| 4  | OB   | Niclas Håkansson     |
| 5  | OB   | Milanas Rutkovskis   |
| 7  | PO   | Leif Estevez         |
| 8  | PO   | Armandas Šveistrys   |
| 9  | NA   | Meinardas Mikulėnas  |
| 10 | PO   | Simas Civilka        |
| 11 | PO   | Andrius Kaulinis     |
| 13 | OB   | Gustas Gumbaravičius |
| 17 | PO   | Deimantas Rimpa      |

| Nr | Poz. | Piłkarz             |
| -- | ---- | ------------------- |
| 19 | PO   | Rokas Stanulevičius |
| 22 | PO   | Axel Galita         |
| 24 | PO   | Jonas Usavičius     |
| 30 | PO   | Karolis Šutovičius  |
| 32 | OB   | Arthur Pierino      |
| 37 | BR   | Artiom Šankin       |
| 44 | OB   | Kajus Stankevičius  |
| 77 | NA   | Ernestas Zdanovič   |
| 80 | OB   | Matas Latvys        |
| 92 | BR   | Kajus Andraikėnas   |